# Vectisuchus
Vectisuchus is een geslacht van uitgestorven goniopholidide Mesoeucrocodylia, bekend van de Wealden-groep uit het Vroeg-Krijt van de Isle of Wight, Engeland. Het was een klein, visetend lid van de Crocodylomorpha met een smalle, langwerpige snuit en relatief lange onderarmen. 

## Vondst en naamgeving
Het type-exemplaar ofwel holotype SMNS 50984 werd door Steve Hutt gevonden in 1977 aan de zeekust in een laag van de Wessexformatie. Toen het werd ontdekt, was het compleet met de rechterkant naar boven gericht, maar het achterste gedeelte werd bedolven toen de klif van Barnes High instortte tijdens opgravingen. Het stuk, privé-eigendom van Hutt, werd in 1979 verkocht aan het Staatliches Museum für Naturkunde (SMNS) te Stuttgart. Het bedolven gedeelte werd later alsnog geborgen en aan het SMNS geleverd. Vectisuchus werd benoemd en beschreven (althans het voorste deel) in 1980, door Hutt en Eric Buffetaut. De typesoort is Vectisuchus leptognathus. De geslachtsnaam verbindt de Latijnse naam van Wight, Vectis, met de Griekse naam voor de Egyptische krokodillengod Souchos. De soortaanduiding combineert het Grieks leptos, 'smal', met gnathos, 'kaak'.

## Beschrijving
De schedel is ongeveer achttien centimeter lang en het dier als geheel zo'n honderdtwintig centimeter.
De snuit is slank en scherp afgezet van het achterdeel van de schedel. De neusbeenderen raken de praemaxillae. De oogkassen zijn groot en afgerond, schuin naar voren en bezijden gericht. De bovenste slaapvensters zijn ongeveer even groot als de oogkassen. De balk achter de oogkassen helt naar achteren en is wat ingesprongen. Het pterygoïde heeft een goed ontwikkelde vleugel. De binnenste neusgaten, de choanae, worden van voren begrensd door de verhemeltebeenderen maar liggen grotendeels in de pterygoïden.
De onderkaken zijn vooraan verbonden in een vrij lange symfyse. De splenialia maken deel uit van de binnenzijde van de symfyse. De symfyse is vooraan wat verbreed, een vangorgaan vormend met een grote derde en vierde tand. De tanden zijn puntig en lang. Achteraan heeft de onderkaak een lang retroarticulair uitsteeksel waarmee de muil werd geopend.
De wervels zijn amficoel, hol aan beide zijden. De halswervels hebben duidelijke hypapofysen, verdikkingen aan de onderrand van het voorste gewrichtsfacet van het wervellichaam. De bovenzijde en onderzijde van het lichaam is bezet met krachtige beenplaten. De rugplaten hebben een penvormig uitsteeksel aan de voorste buitenrand en gepaarde lengterichels op de bovenzijde. De platen op de buikzijde zijn zeshoekig. 
De voorpoot is een zesde langer dan de achterpoot, wat uitzonderlijk voor Eusuchia waar de verhoudingen meestal omgekeerd liggen. Alle armelementen zijn slank en langwerpig, waaronder de polsbeenderen. De functie hiervan is onduidelijk.

## Fylogenie
Vectisuchus werd in 1980 in de Goniopholidae geplaatst. Later werd soms een positie in de Pholidosauridae gevonden wat echter een problematische groep is.

## Levenswijze
Vectisuchus was vermoedelijk een viseter. Hij deelde zijn habitat met verschillende andere krokodilachtigen. Gezien zijn formaat en spitse snuit joeg hij wellicht op kleinere vissen.